# Craig Thomson (arbitre)
Pour les articles homonymes, voir Thomson et Craig Thomson.
Craig Thomson né le 20 juin 1972 à Paisley (Écosse), est un arbitre de football écossais.
Avocat de profession, il officie en Scottish Premier League, depuis 2002. L'année suivante, il est nommé pour arbitrer les rencontres de Ligue des champions et de Ligue Europa ainsi que pour les matchs internationaux.

## Statistiques
| Compétitions                       | Nbre de matchs | Cartons jaunes | Cartons rouges |
| Scottish Premier League            | 145            | 488            | 29             |
| Scottish FA Cup                    | 8              | 23             | 3              |
| Scottish League Cup                | 8              | 33             | 5              |
| Ligue des champions                | 15             | 67             | 3              |
| Ligue Europa                       | 13             | 54             | 3              |
| Coupe Intertoto                    | 2              | 8              | 0              |
| Éliminatoires Coupe du monde       | 4              | 10             | 1              |
| Éliminatoires Championnat d'Europe | 4              | 11             | 0              |
| Matchs amicaux                     | 5              | 2              | 0              |